# Умершие в сентябре 2010 года
Это список известных людей, соответствующих установленным критериям значимости (см. Википедия:Критерии значимости персоналий), умерших в сентябре 2010 года.
Причина смерти указывается лишь в исключительных случаях (убийство, самоубийство, гибель в результате военных действий, смертная казнь, ДТП или несчастные случаи). В остальных случаях — не указывается.

## Список

### 1 сентября
- Ваканохана, Кандзи (I) (82) — борец сумо. Ёкодзуна № 45.[1]
- Камми Кинг (76) — американская актриса, наиболее известная по роли Бонни Батлер в фильме «Унесённые ветром»[2].
- Качановский, Юрий Владимирович — российский историк. Доктор исторических наук, кандидат юридических наук, профессор.

### 2 сентября
- Лизавин, Юрий Степанович (67) — шестикратный чемпион мира по хоккею с мячом, заслуженный мастер спорта СССР[3].
- Туров, Борис Исаакович (85) — советский и российский шахматный литератор, журналист.
- Устюжин, Валерий (64—65) — советский спортсмен, чемпион и рекордсмен мира и Европы по тяжёлой атлетике
- Эйзенштадт, Шмуэль (86) — израильский социолог[4].

### 3 сентября
- Бебенин, Олег Николаевич (36) — белорусский оппозиционный журналист; самоубийство.
- Торреш, Жозе (71) — португальский футболист и тренер, победитель Кубка европейских чемпионов 1962, 1963 гг. в составе «Бенфики»[5][6].
- Эдвардс, Майк (62) — основатель и бывший виолончелист группы Electric Light Orchestra; автокатастрофа[7].

### 4 сентября
- Золотухин, Владимир Максович (74) — композитор, народный артист Украины[8]
- Розинская, Полина Константиновна (98) — концертмейстер Якутского национального драматического театра, заслуженная артистка РСФСР (1972), народная артистка Якутской АССР (1962)[9].

### 5 сентября
- Ван Беверлоо, Гильом Корнелис (88) — бельгийский (валлонский) живописец, график, скульптор, фотограф[10].
- Воронцов, Валентин Викторович (88) — советский и российский учёный-селекционер.
- Королёв, Константин Алексеевич (93) — Герой Советского Союза.
- Мельников, Сергей Николаевич (51) — Герой Российской Федерации (1995), заслуженный летчик-испытатель РФ (1998), заместитель начальника летной службы ОКБ «Сухого»[11].
- Томидзава, Сёя (19) — японский мотогонщик, несчастный случай во время гонки[12].

### 6 сентября
- Вихров, Владимир Владимирович (56) — советский и российский актёр, артист Театра имени Вахтангова (1975—2005). [www.kino-teatr.ru/kino/acter/m/sov/778/bio/]

### 7 сентября
- Авраменко, Степан Степанович (91) — первый секретарь Амурского обкома КПСС (1964—1985)[13].
- Доннер, Клайв (84) — британский режиссёр[14].
- Инжеватов, Алексей Николаевич (64) — российский актёр, артист ЦАТРА. [www.kino-teatr.ru/kino/acter/m/sov/8675/bio/]
- Лейдерман, Наум Лазаревич (71) — российский филолог-литературовед, учёный и педагог, специалист в русской литературе XX века[15].
- Гарибович, Амар (19) — сербский лыжник, автокатастрофа[16].

### 8 сентября
- Соляников, Анатолий Данилович (91) — майор Советской Армии, участник Великой Отечественной войны, Герой Советского Союза (1944).
- Таль, Исраэль (86) — израильский военачальник[17].

### 9 сентября
- Кронин, Рич (35) — британский певец, солист группы «LFO»; лейкемия[18].
- Ларсен, Бент (75) — датский шахматист, гроссмейстер (с 1956), претендент на мировое первенство в 1960-х—1970-х годах[19].
- Маркелов, Евгений Владимирович (48) — российский педагог-новатор, сердечный приступ[20].
- Мякинен, Рауно (79) — финский борец, чемпион Олимпийских игр в Мельбурне (1956) по греко-римской борьбе в легком весе[21].
- Охочинский, Никита Владимирович (87) — режиссёр Санкт-Петербургского государственного театра марионеток им. Е. С. Деммени, заслуженный артист РСФСР[22].

### 10 сентября
- Марютин, Фридрих Михайлович (85) — советский футболист, нападающий. Заслуженный мастер спорта СССР (1951)[23].
- Тимошенко, Андрей Иванович (41) — советский и российский футболист, бывший полузащитник «Ростова», московских клубов «Динамо» и «Спартак», минского «Динамо»[24].
- Чарлз Табб, Эдвин (90) — британский писатель-фантаст[25].

### 11 сентября
- Боляй, Бербель (65) — немецкая (восточногерманская) художница, пацифистка, правозащитница, создатель организации «Женщины за мир», организатор движения «Новый Форум»; рак лёгкого[26].
- Гарольд Гулд (86) — американский киноактёр[27].
- Маккарти, Кевин (96) — популярный американский актёр[28].
- Родригес Кано, Диего (22) — уругвайский футболист, защитник «Насьоналя», разбился в автокатастрофе 9 сентября[29].

### 12 сентября
- Воронкова, Бланка Ивановна (86) — актриса Архангельского театра драмы им. Ломоносова (1960—2004), заслуженная артистка России[30].
- Немчинов, Геннадий Андреевич (75) — российский писатель[31].
- Пирожкова, Антонина Николаевна (101) — инженер, вдова писателя И. Э. Бабеля, автор и составитель книг воспоминаний о муже[32].
- Рагель, Анна Павловна (121) — белорусская долгожительница, по неподтверждённым родилась 4 июля 1889 года[33].
- Шаброль, Клод (80) — французский кинорежиссёр, один из основоположников и наиболее ярких представителей новой волны во французском кино[34].

### 13 сентября
- Андреев, Валерий Николаевич (57) — футболист московского «Спартака» 1970-х годов[35].
- Аким, Эфраим Лазаревич (81) — российский учёный в области космической баллистики, навигации космических аппаратов и планетологии, член-корреспондент РАН (2008)[36].
- Ромпри, Роберт (81) — американский хоккеист, серебряный призёр Олимпийских игр (1952) в Осло[37].
- Сенеш, Иван (Szenes Iván, 86) — венгерский писатель.

### 14 сентября
- Боратто, Катерина (95) — итальянская актриса[38].
- Герасимов, Геннадий Иванович (80) — советский дипломат, Чрезвычайный и Полномочный Посол СССР в Португалии (1990—1992)[39].
- Догадайло, Алексей Дмитриевич (90) — полковник Советской Армии, участник Великой Отечественной войны, Герой Советского Союза.

### 15 сентября
- Каипбергенов, Тулепберген Каипбергенович (80) — народный писатель Узбекистана, Герой Узбекистана[40].
- Саженев, Геннадий Иванович (89) — советский дипломат, Чрезвычайный и Полномочный Посол СССР в Гренаде (1982—1983)[41].
- Четтьяр, Ангиди (83) — и. о. президента Маврикия (2002)[42].

### 16 сентября
- Диллион, Джеймс (81) — американский спортсмен, бронзовый призёр Олимпийских игр в Хельсинки (1952) в метании диска[43].
- Сило (Марио Родригес) (72) — испанско-аргентинский основатель универсального гуманизма, является вдохновителем Марша за мир и ненасилие[44].

### 17 сентября
- Варфоломеев, Леонард Иванович (73) — народный артист России, актёр Челябинского государственного академического театра драмы[45].
- Гохман, Елена Владимировна (74) — композитор. [www.forumklassika.ru/showthread.php?t=64784]
- Фёдоров, Владимир Дмитриевич (77) — директор Института хирургии им. А. В. Вишневского, действительный член Российской академии медицинских наук[46].
- Нобль Сривитт (англ. Noble Threewitt) (99) — выдающийся американский тренер верховых лошадей для участия в скачках[47][48].

### 18 сентября
- Клепш, Эгон (80) — председатель Европарламента (1992—1994)[49].
- Смит, Бобби (77) — английский футболист, игрок «Тоттенхэма» и «Челси», обедитель Кубка обладателей кубков 1963 года[50].

### 19 сентября
- Гомонов, Сергей Анатольевич (49) — советский белорусский футболист, защитник минского «Динамо» (1982—1983, 1987—1990)[51].
- Круглов, Юрий Георгиевич (66) — российский филолог, историк русской литературы, ректор Московского государственного открытого педагогического университета имени М. А. Шолохова (1989—2008). Академик Российской академии образования[52].
- Полгар, Ласло (63) — венгерский оперный певец (бас)[53].

### 20 сентября
- Ремишевский, Дмитрий (44) — российский рок-музыкант, вокалист групп Металлобол, Металл-аккорд, Коррозия Металла, Джокер[54].

### 21 сентября
- Корнев, Юрий Павлович (62) — заместитель директора Федеральной службы охраны Российской Федерации (1996—2010), генерал-полковник[55].
- Мондаини, Сандра (79) — итальянская актриса[56].
- Нейландс-Яунземс, Армандс (40) — российский актёр театра и кино латышского происхождения. [www.kino-teatr.ru/kino/acter/m/ros/5482/bio/]
- Партридж, Дон (68) — английский автор-исполнитель, уличный музыкант, «человек-оркестр», ставший известным в 1968 году, когда две его песни, «Rosie» и «Blue Eyes», стали хитами в Британии[57].
- Шевченко, Григорий Сергеевич (74) — актёр Владимирского академического театра драмы им. А. В. Луначарского, заслуженный артист России[58].

### 22 сентября
- Александр Велижанцев (89) — полный кавалер ордена Славы.
- Назарец, Вячеслав Григорьевич (69) — основатель и президент Челябинского инвестиционного банка — одного из крупнейших банков Челябинской области[59].
- О'Нил, Фрэнк (81) — главный тренер клуба НБА «Лос-Анджелес Лейкерс» (1960—1974)[60].
- Фишер, Эдди (82) — американский эстрадный певец и актёр[61].
- Царёв, Вячеслав Вячеславович (39) — российский футболист, бывший защитник олимпийской сборной России, московских «Динамо» и «Локомотива», обладатель Кубка России-1996[62].

### 23 сентября
- Мошников, Константин Матвеевич (86) — старший мастер добычи Мурманского тралового флота, Герой Социалистического Труда[63].
- Риера, Фернандо (90) — известный чилийский футболист и тренер, главный тренер сборной Чили — бронзового призёра «домашнего» чемпионата мира 1962 г.[64]
- Сахарнов, Святослав Владимирович (87) — советский и российский детский писатель[65].

### 24 сентября
- Баркан, Семён Аркадьевич (94) — театральный режиссёр. Заслуженный деятель искусств России.
- Богемская, Ксения Георгиевна (63) — российский искусствовед, художественный критик. Заместитель директора по науке ГМИИ им. А. С. Пушкина[66].
- Шарипова, Фарида Шариповна (73) — казахская советская актриса, народная артистка СССР[67].
- Янаев, Геннадий Иванович (73) — вице-президент СССР (1990—1991), член Политбюро, секретарь ЦК КПСС (1990—1991)[68].

### 25 сентября
- Дюков-Самарский, Владимир Иванович (64) — российский актер, артист Академического Драматического театра им. В. Ф. Комиссаржевской, заслуженный артист России[69].
- Некрасов, Владимир Николаевич (?) — заслуженный тренер России по регби[70].
- Откупщиков, Юрий Владимирович (86) — советский и российский филолог, лингвист[71].
- Руттер, Валерий Дмитриевич (86) — дирижёр, заслуженный деятель искусств Казахской ССР.
- Флоиссак, Винсент (82) — и. о. генерал-губернатора Сент-Люсии (1987—1988)[72].

### 26 сентября
- Стюарт, Глория (100) — американская актриса; дыхательная недостаточность[73].
- Батюков, Александр (9) — чемпион России по танцевальному спорту — автокатастрофа[74].

### 27 сентября
- Здебский, Анатолий Дмитриевич (73) — советский офицер, подполковник, заслуженный испытатель космической техники.
- Махер, Ахмед (75) — министр иностранных дел Египта (2001—2004)[75].
- Менке, Салли (56) — американский монтажёр фильмов «Криминальное чтиво» и «Убить Билла»[76].
- Меркурьев, Пётр Васильевич (67) — советский и российский актёр[77].
- Ньютон, Терри (31) — английский регбист, самоубийство[78].
- Опанасенко, Пётр Никитович (58) — генерал МВД Украины, ключевой свидетель в деле Гонгадзе[79].
- Тэйлор, Тревор (73) — британский автогонщик, пилот Формулы-1 (1959—1965)[80].

### 28 сентября
- Амарфий, Лилия Яковлевна (60) — актриса Московского театра оперетты, народная артистка России[81].
- Исраэль Достровский (91) — израильский физико-химик.
- Миренков, Иван Степанович (86) — советский офицер, участник Великой Отечественной войны, Герой Советского Союза.
- Пенн, Артур (88) — американский режиссёр, сценарист, продюсер, режиссёр фильмов «Бонни и Клайд» и «Маленький большой человек»[82].

### 29 сентября
- Мантелл, Джо (94) — американский киноактёр[83].
- Манчон, Эдуард (80) — испанский футболист, игрок «Барселоны» (1950—1957), двукратный чемпион Испании[84].
- Найденов, Григорий Артемович (94) — участник Великой Отечественной войны, Герой Советского Союза.
- Пучковская, Галина Александровна (76) — советский и украинский физик.
- Таза, Александр Николаевич (61) — актёр Волгоградского Нового Экспериментального театра, заслуженный артист России[85].
- Тони Кёртис (85) — американский актёр[86].
- Шарпак, Жорж (86) — французский физик, лауреат Нобелевской премии по физике в 1992 году.[87]

### 30 сентября
- Войцещук, Айвар Янович — советский латвийский шашист.
- Подобед, Иван Романович (87) — заместитель командующего войсками Уральского военного округа (1974—1984), генерал-лейтенант в отставке[88].